# 國技院
国技院（韓語：국기원，舊稱世界跆拳道總部），为世界跆拳道聯盟的下属机构，负责跆拳道品、段考试及发放品、段证书，并且从事跆拳道的研究事務。國技院于1972年11月30日落成，地处韓國首爾特別市江南區驛三洞。

## 概述
国技院是获得世界跆拳道联盟认可的唯一合法的段位授予机构，而世界跆拳道联盟本身不颁发品、段或是其他证书。事实上，世界跆拳道联盟和国技院是两个分开的组织。
该机构也同时受到韓國文化體育部委托开设两项教练员课程，一项为二级教练员培训班，另一项为三级教练员培训班。迄今为止有近5,400人被授予教练员资格。国技院也同时涉及跆拳道研究及技术改进，收集相关武术资料，公开发行刊物，及跆拳道学员及教练员培训。在1998年，来自32个国家的非韩国籍人士通过首届外籍跆拳道教练员培训课程。这也是首次外籍跆拳道教练培训课程。